# غابرييل فرانشيسكو غيريرو
غابرييل فرانشيسكو غيريرو (بالإسبانية: Francisco Gabriel Guerrero)‏ (23 أغسطس 1977 ببوينس آيرس في الأرجنتين - ) هو لاعب كرة قدم أرجنتيني في مركز الهجوم. شارك مع منتخب الأرجنتين تحت 20 سنة لكرة القدم. أما مع النوادي، فقد لعب مع إستوديانتيس دي لا بلاتا وإنديبندينتي ونادي آراو ونادي بازل ونادي زيورخ وهوراكان وSC Young Fellows Juventus ‏ وHuracán de Tres Arroyos ‏ وAPEP FC ‏.

## وصلات خارجية
- غابرييل فرانشيسكو غيريرو على موقع قاعدة بيانات كرة القدم.إي يو (الإنجليزية)
- غابرييل فرانشيسكو غيريرو على موقع عالم كرة القدم.نت (الإنجليزية)